# Radio Philippines Network
Radio Philippines Network, Inc. (RPN) è una rete televisiva terrestre delle Filippine in la cui proprietà è condivisa fra il governo Filippino ed i gruppi Nine Media Corporation, Far East Managers, Investors Inc., ed investitori privati. Radio Philippines Network Le sue strutture di trasmissione gli studi e trasmettitore si trovano all'interno di Quezon City. La rete è stata fondata dal defunto Roberto Benedicto ed ha iniziato le proprie trasmissioni il 29 giugno 1960. La rete televisiva è la rete sorella di Intercontinental Broadcasting Corporation o IBC.